# 第十七届东方风云榜
由上海东方传媒集团有限公司主办、东方广播公司承办的“第十七届东方风云榜颁奖盛典”，于2010年3月27日在上海大舞台举行。全名为“蒙牛优益C第十七届东方风云榜颁奖盛典”。

颁奖盛典海报

## 活动组成
- 东方风云榜中国原创流行音乐论坛 “真音乐的3.0”时代[1]
- 香港拉票会 于3月14日在香港电台演播厅举行
- 北京拉票会 于3月17日在中央音乐学院音乐厅举行

## 获奖名单
- 最佳男歌手：汪峰
- 最佳女歌手：张靓颖
- 最佳专辑：胡彦斌《失业情歌》
- 全能艺人：陈坤
- 华语五强：
  - 黄征(内地)
  - 古巨基(香港)
  - 林宥嘉(台湾)
  - 品冠(马来西亚)
  - 蔡健雅(新加坡)
- 十大金曲： 
  - 刘力扬《礼物》
  - 王啸坤《北京下雨了》
  - 乔任梁《可爱的你》
  - 陈楚生《一个人唱情歌》
  - 黄征《我是谁的谁》
  - 阿信 丁当《花火》
  - 陈坤《蔷薇刑》
  - 汪峰《春天里》
  - 张靓颖《木兰星》
  - 胡彦斌《失业情歌》
- 最佳组合：水木年华
- 最佳乐队：与非门
- 新人金奖：丛浩南
- 新人银奖：弥撒乐队 青鸟飞鱼 王铮亮
- 新人铜奖：唐丹 张婧 高昊
- 最受欢迎EP奖：刘力扬《转寄刘力扬》
- 最佳制作人：胡彦斌
- 最佳唱作人：陈楚生
- 最佳作曲：陈楚生
- 最佳对唱歌曲：王铮亮 梁文音《满满》
- 最佳唱作新锐：舜文齐
- 最佳年度飞跃：薛之谦
- 最佳风格突破奖：型秀家族《在彼岸歌唱》
- 最佳舞台演绎奖：丁当
- 最佳传唱奖：黄征《我是谁的谁》
- 最佳公益组合：兄弟联
- 最佳公益歌曲：《国家》
- 最受欢迎世博歌曲：兰色花园《colorful world》
- 最佳音乐录影带：尚雯婕《什么什么》
- 最佳作词：王啸坤《北京下雨了》